# Таволето
Таволето (итал. Tavoleto) је насеље у Италији у округу Пезаро и Урбино, региону Марке.
Према процени из 2011. у насељу је живело 707 становника. Насеље се налази на надморској висини од 417 м.

## Становништво
| 1931. | 1936. | 1951. | 1961. | 1971. | 1981. | 1991. | 2001. | 2011. |
| ----- | ----- | ----- | ----- | ----- | ----- | ----- | ----- | ----- |
| 1.372 | 1.422 | 1.374 | 1.074 | 911   | 856   | 812   | 816   | 894   |